# CA19-9
碳水化合物抗原19-9（CA19-9）是一种四糖，通常附着在细胞表面的O-聚糖上。众所周知，它在细胞识别过程中起着重要作用。它也是一种癌症标志物，主要用于胰臟癌的治疗。